# Allure (Band)
Allure ist eine US-amerikanische R&B-Band, die in New York gegründet wurde.

## Biografie
1996 gründete Mariah Carey ihr eigenes Plattenlabel Crave Records. Die erste unter Vertrag genommene Band ist Allure, bestehend aus den Sängerinnen Linnie Belcher, Alia Davis, Lalisha McLean und Akissa Mendez.
Die Bandmitglieder lernten sich Anfang der 1990er Jahre an der New Yorker Talentschmiede La Guardia School of Performing Arts kennen und probten seitdem zusammen, bis sie 1996 den Plattenvertrag erhielten. Im selben Jahr begannen die Arbeiten an ihrem ersten Album, das den Namen Allure trug. Unterstützung erhielten sie von namhaften Künstlern wie Mary J. Blige, LL Cool J, Mariah Carey und Raekwon.
Im Frühjahr 1997 erschien die erste Single Head over heels in Zusammenarbeit mit Nas, welche auf Anhieb die Top 40 der Billboard Charts erreichte. Neben For you I will (Monica) und Step by step (Whitney Houston) war diese Single der dritthöchste Neueinsteiger.
Im Spätsommer folgte die zweite Single, eine Coverversion des Titels All cried out von Lisa Lisa & Cult Jam. Diesmal wurde Allure von der Band 112 unterstützt. Im August 1997 stieg die Single als höchster Neueinsteiger auf Platz 40 ein und verbesserte sich in den folgenden Wochen bis auf Platz 4. All cried out war eine der erfolgreichsten Singles des Jahres 1997.
Nachdem Mariah Carey Crave Records aufgelöst hatte, dauerte es fast drei Jahre, bis Allure ein neues Label fanden und 2001 ihr zweites Album Sunny Days veröffentlichten. Der Single Enjoy yourself war kein kommerzieller Erfolg beschieden, woraufhin die Band kurze Zeit später wieder ohne Label waren. Linnie Belcher verließ 2002 die Band.
2004 meldete sich die Band als Trio und mit dem Album Chapter III zurück, es wurde 2006 als Sonderedition in Großbritannien neu veröffentlicht.

## Diskografie

### Alben
| Jahr | Titel       | Höchstplatzierung, Gesamtwochen, AuszeichnungChartplatzierungen (Jahr, Titel, Platzierungen, Wochen, Auszeichnungen, Anmerkungen) | Höchstplatzierung, Gesamtwochen, AuszeichnungChartplatzierungen (Jahr, Titel, Platzierungen, Wochen, Auszeichnungen, Anmerkungen) | Anmerkungen                             |
| Jahr | Titel       | UK | US | Anmerkungen                             |
| ---- | ----------- | --- | --- | --------------------------------------- |
| 1997 | Allure      | — | US108 Gold · (27 Wo.)US | Erstveröffentlichung: 6. Mai 1997       |
| 2001 | Sunny Days  | — | — | Erstveröffentlichung: 2001              |
| 2004 | Chapter III | — | — | Erstveröffentlichung: 23. November 2004 |
| 2010 | Time’s Up   | — | — | Erstveröffentlichung: Februar 2010      |

### Singles
| Jahr | Titel Album            | Höchstplatzierung, Gesamtwochen, AuszeichnungChartplatzierungen (Jahr, Titel, Album, Platzierungen, Wochen, Auszeichnungen, Anmerkungen) | Höchstplatzierung, Gesamtwochen, AuszeichnungChartplatzierungen (Jahr, Titel, Album, Platzierungen, Wochen, Auszeichnungen, Anmerkungen) | Anmerkungen                                     |
| Jahr | Titel Album            | UK | US | Anmerkungen                                     |
| ---- | ---------------------- | --- | --- | ----------------------------------------------- |
| 1997 | Head Over Heels Allure | UK18 (3 Wo.)UK | US35 (15 Wo.)US | Erstveröffentlichung: März 1997 feat. Nas       |
| 1997 | All Cried Out Allure   | UK12 (5 Wo.)UK | US4 Gold · (25 Wo.)US | Erstveröffentlichung: 12. August 1997 feat. 112 |

Weitere Singles
- 1997: No Question (feat. LL Cool J)
- 1998: Last Dance

## Auszeichnungen für Musikverkäufe
| Goldene Schallplatte - Kanada - 1997: für das Album Allure | Platin-Schallplatte - Australien - 1998: für die Single All Cried Out |

Anmerkung: Auszeichnungen in Ländern aus den Charttabellen bzw. Chartboxen sind in ebendiesen zu finden.
| Land/RegionAuszeichnungen für Musikverkäufe (Land/Region, Auszeichnungen, Verkäufe, Quellen) | Gold     | Platin  | Verkäufe  | Quellen         |
| -------------------------------------------------------------------------------------------- | -------- | ------- | --------- | --------------- |
| Australien (ARIA)                                                                            | —        | Platin1 | 70.000    | aria.com.au     |
| Kanada (MC)                                                                                  | Gold1    | —       | 50.000    | musiccanada.com |
| Vereinigte Staaten (RIAA)                                                                    | 2× Gold2 | —       | 1.000.000 | riaa.com        |
| Insgesamt                                                                                    | 3× Gold3 | Platin1 |           |                 |